# Bloc de conventionnalité
Le bloc de conventionnalité ou bloc de conventionalité est l'ensemble des règles de droit issues des traités et des conventions contractés entre États, ou entre les États et les organisations internationales. Par extension, y figure également le droit de l'Union européenne.
En droit français contemporain, ces normes sont supérieures aux lois ordinaires ou organiques. Néanmoins, si un engagement international est, selon le Conseil constitutionnel français, contraire au bloc de constitutionnalité, la Constitution de 1958 devra être modifiée, sous peine de nullité de l'engagement.

## Constituantes
Le bloc de conventionnalité comprend plusieurs types de normes :
- Celles issues du droit international (traités et accords internationaux), dont, particulièrement, la Convention européenne des droits de l'homme ;
- Celle issues du droit de l'Union européenne :
  - droit communautaire originaire, avec les traités de l'Union européenne
  - droit communautaire dérivé de ces traités, avec les règlements et les directives.

La doctrine et la jurisprudence communautaires sont également divisées sur la question des principes généraux du droit communautaire, dégagés par la Cour de justice des communautés européennes, qui peuvent faire partie de ce bloc de conventionnalité, au même titre que les règles écrites,.

## Place dans la hiérarchie des normes
Le bloc de conventionalité est situé en dessous du bloc de constitutionnalité et au-dessus du bloc de légalité.
Toutefois, la Cour de justice des Communautés européennes ne cesse d'insister sur la primauté du droit communautaire sur l'ensemble des droits internes des États membres et ce depuis les arrêts van Gend en Loos en 1963 et Costa contre ENEL en 1964. Cette conception place le droit de l'Union européenne au dessus du bloc de constitutionnalité.
Le principe de primauté du droit international et communautaire fait que ces normes dérivées s'imposent et nécessitent parfois une modification de la Constitution afin d'assurer la conformité de celle-ci. Toute norme des blocs inférieurs (loi ordinaire, Arrêté, décret, etc.) doit s'y conformer sous peine de nullité.

## Contrôle de conventionnalité
Du fait de la primauté du bloc de conventionalité sur les normes inférieures, il est possible de contrôler la conformité d'une loi ou d'un acte administratif aux traités et conventions contractés par l’État. Ce contrôle est effectué par un juge et ne peut être utilisé que contre une norme qui est opposé au justiciable lors d'un litige.

#### Ouvrages
- (en) Chloé Charpy, « The Status of (Secondary) Community Law in the French Internal Order: the Recent Case-Law of the Conseil Constitutionnel and the Conseil d'Etat », European Constitutional Law Review, vol. 3, no 3,‎ octobre 2007, p. 449–450 (ISSN 1574-0196 et 1744-5515, DOI 10.1017/S1574019607004361, résumé)

#### Articles
- Ghislaine Alberton, « De l'indispensable intégration du bloc de conventionnalité au bloc de constitutionnalité », Revue française de droit administratif, Dalloz,‎ 2005 (résumé)
- Patrick Gaïa, « Le contrôle de conventionnalité », Revue française de droit constitutionnel, vol. HS 2, no 5,‎ 2008, p. 201 (ISSN 1151-2385 et 2105-2867, DOI 10.3917/rfdc.hs02.0201, lire en ligne, consulté le 5 février 2020)

### Jurisprudences
- Arrêt Nicolo
- CE. Ass, 8 février 2007, pourvoi no 287110, Arcelor